# FFH-Gebiet Wälder im Süderhackstedtfeld
Das FFH-Gebiet Wälder im Süderhackstedtfeld ist ein NATURA 2000-Schutzgebiet in Schleswig-Holstein im Kreis Schleswig-Flensburg in der Gemeinde Süderhackstedt am Südhang eines bis zu 36 m hohen Geestrückens Süderhackstedtfeld, der sich entlang der Landesstraße L90 von Sollerup im Osten bis Sollwitt im Westen erstreckt. Das FFH-Gebiet liegt in der Landschaft Bredstedt-Husumer Geest. Es besteht aus zwei räumlich getrennten Waldgebieten. Das größere östlich gelegene „Süderhackstedter Holt“ und ein kleineres Waldstück südlich von Kleinkoxbüll am Nordrand des „Herrenmoores“. Es hat eine Fläche von 76 ha. Die größte Ausdehnung liegt in Ostwestrichtung und beträgt 2,45 km. Die höchste Erhebung mit 34 m über NN liegt auf der FFH-Gebietsgrenze am Nordrand des Süderhackstedter Holt und der niedrigste Punkt befindet sich mit 13 m über NN am Südrand des westlichen Teilgebietes. Es handelt sich um einen historischen Waldstandort. Auf der dänischen Generalstabskarte von 1852 sind beide Teilflächen als Wald ausgewiesen, siehe Bild 2.

## FFH-Gebietsgeschichte und Naturschutzumgebung

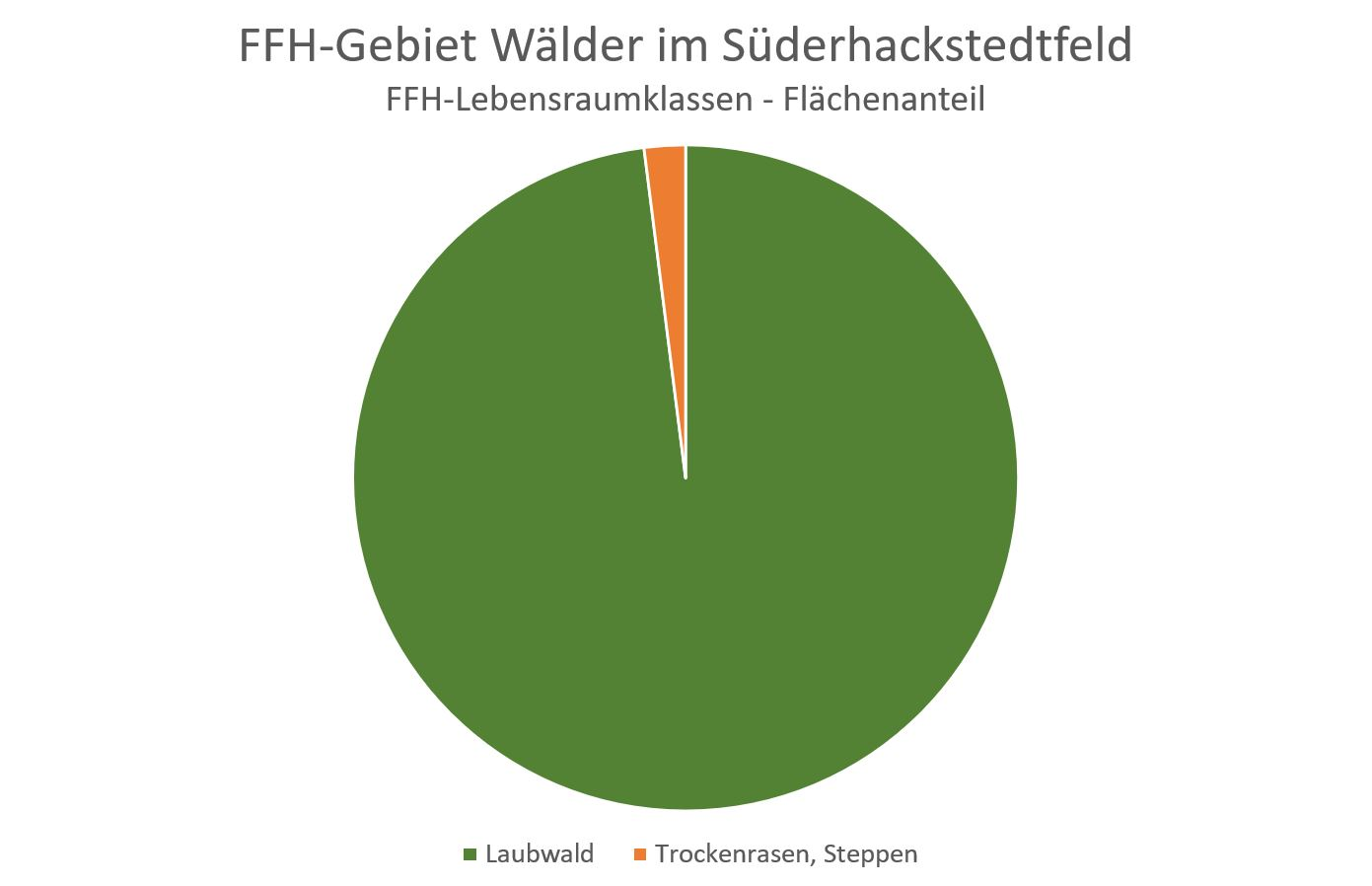
Bild 1: FFH-Lebensraumklassen

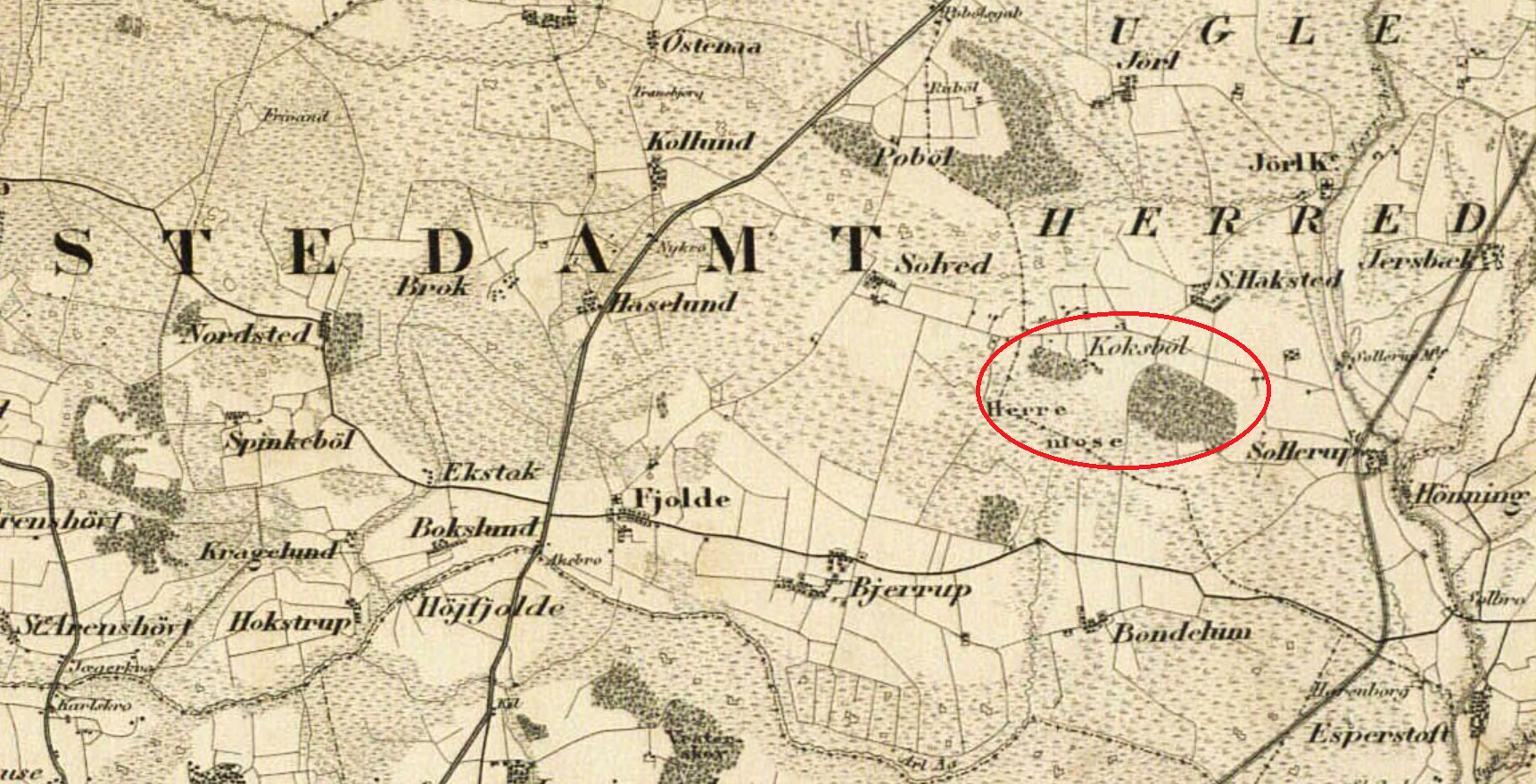
Bild 2: Wälder im Süderhackstedtfeld 1852

Der NATURA 2000-Standard-Datenbogen für dieses FFH-Gebiet wurde im Mai 2004 von der Landwirtschaftskammer Schleswig-Holstein – Forstabteilung erstellt, im September 2004 als Gebiet von gemeinschaftlicher Bedeutung (GGB) vorgeschlagen, im November 2007 von der EU als GGB bestätigt und im Januar 2010 national nach § 32 Absatz 2 bis 4 BNatSchG in Verbindung mit § 23 LNatSchG als besonderes Erhaltungsgebiet (BEG) bestätigt. Der Managementplan für das FFH-Gebiet wurde im Oktober 2006 von der Landwirtschaftskammer Schleswig-Holstein – Forstabteilung veröffentlicht. Das Gebiet wird von Erholungssuchenden nur selten begangen. Die Anzahl der Wege ist gering und die Zugänglichkeit besonders im Sommer durch Verkrautung begrenzt. Hinweistafeln des Besucher-Informationssystems (BIS) für Naturschutzgebiete und NATURA 2000-Gebiete in Schleswig-Holstein sind vom Landesamt für Landwirtschaft, Umwelt und ländliche Räume des Landes Schleswig-Holstein (LLUR) an den Zugängen oder innerhalb des FFH-Gebietes nicht aufgestellt worden. Ein entsprechendes BIS-Faltblatt ist nicht verfügbar. In unmittelbarer Nachbarschaft befinden sich keine weiteren Schutzgebiete. Etwa 1/3 der Fläche sind gesetzlich geschützte Biotope. Die Beauftragung einer Betreuung des Gebietes gem. § 20 LNatSchG durch das LLUR ist mit Stand Dezember 2019 nicht erfolgt.

## FFH-Erhaltungsgegenstand

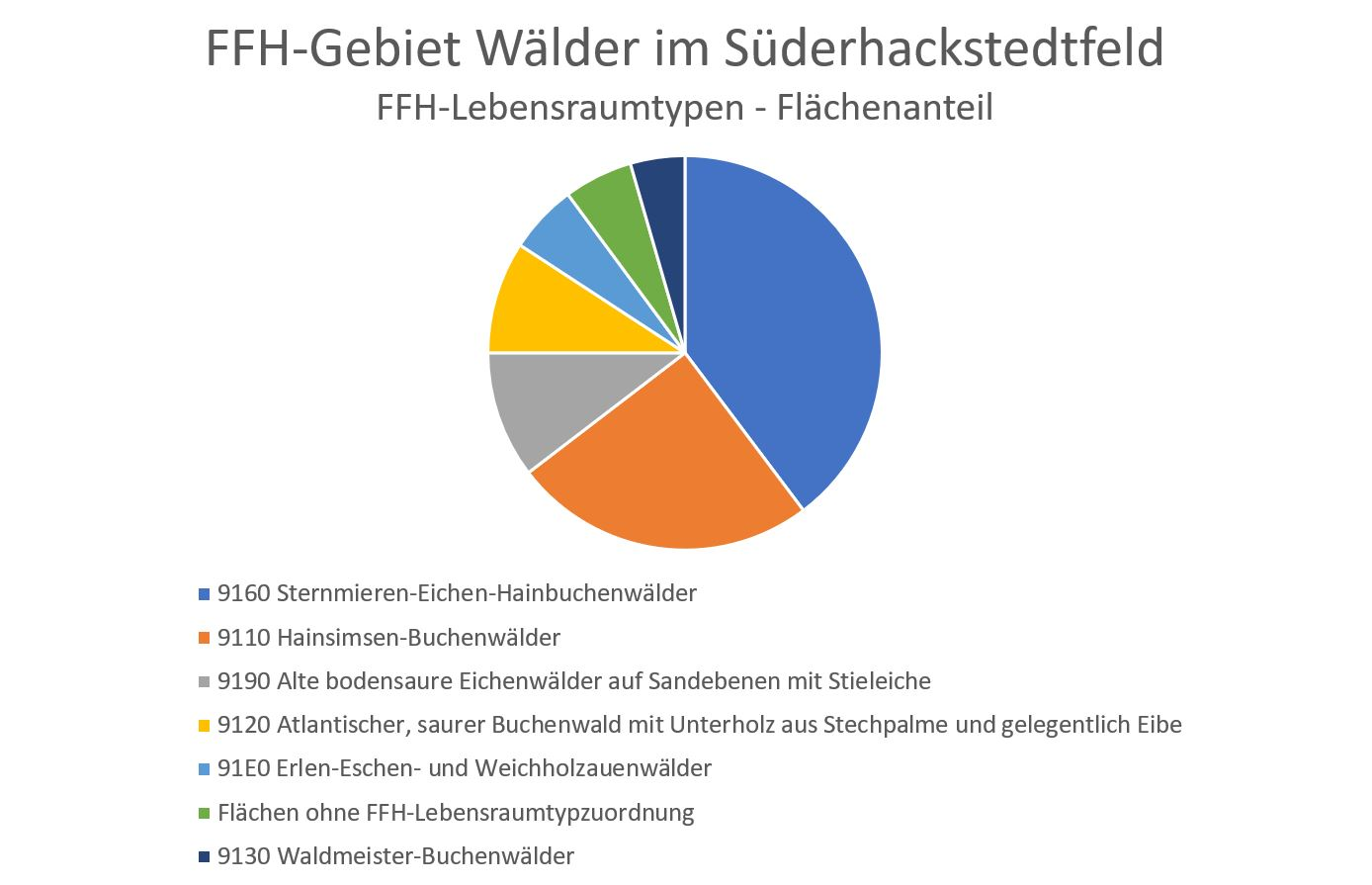
Bild 3: FFH-Lebensraumtypen

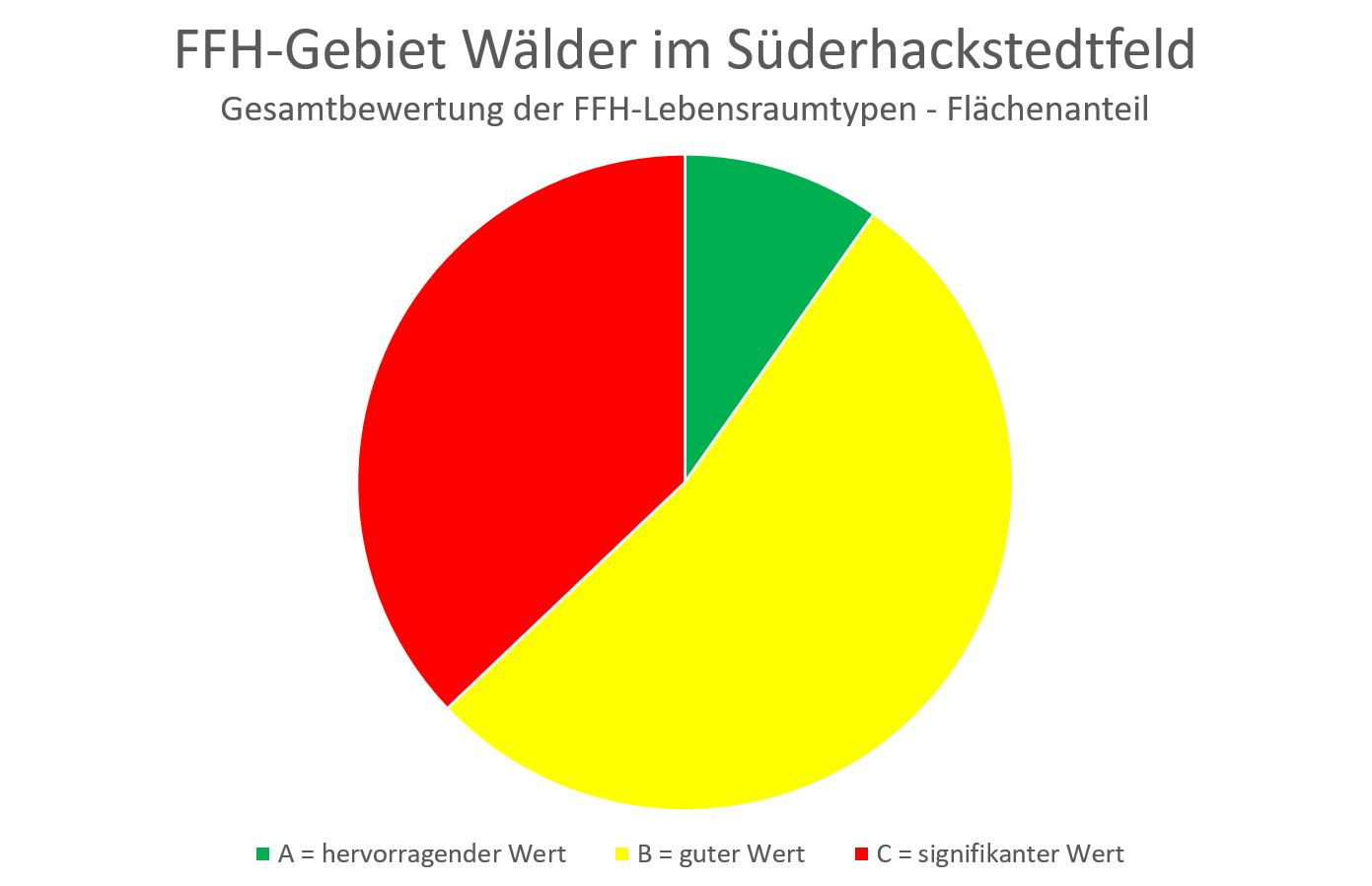
Bild 4: Gesamtbewertung im SDB

Laut Standard-Datenbogen (SDB) vom März 2015 sind folgende FFH-Lebensraumtypen und Arten für das Gesamtgebiet als FFH-Erhaltungsgegenstände mit den entsprechenden Beurteilungen zum Erhaltungszustand der Umweltbehörde der Europäischen Union gemeldet worden (Gebräuchliche Kurzbezeichnung (BfN)):
FFH-Lebensraumtypen nach Anhang I der EU-Richtlinie:
- 9110 Hainsimsen-Buchenwälder (Gesamtbeurteilung C)[10]
- 9120* Atlantischer, saurer Buchenwald mit Unterholz aus Stechpalme und gelegentlich Eibe (Gesamtbeurteilung A)[11]
- 9130 Waldmeister-Buchenwälder (Gesamtbeurteilung C)[12]
- 9160 Sternmieren-Eichen-Hainbuchenwälder (Gesamtbeurteilung B)[13]
- 9190 Alte bodensaure Eichenwälder auf Sandebenen mit Stieleiche (Gesamtbeurteilung B)[14]
- 91E0* Erlen-Eschen- und Weichholzauenwälder (Gesamtbeurteilung C)[15]

## FFH-Erhaltungsziele
Aus den oben aufgeführten FFH-Erhaltungsgegenständen werden als FFH-Erhaltungsziele von besonderer Bedeutung die Erhaltung folgender Lebensraumtypen und Arten im FFH-Gebiet vom Ministerium für Energiewende, Landwirtschaft, Umwelt und ländliche Räume des Landes Schleswig-Holstein erklärt:
- 9110 Hainsimsen-Buchenwälder
- 9120 Atlantischer, saurer Buchenwald mit Unterholz aus Stechpalme und gelegentlich Eibe
- 9130 Waldmeister-Buchenwälder
- 9160 Sternmieren-Eichen-Hainbuchenwälder
- 9190 Alte bodensaure Eichenwälder auf Sandebenen mit Stieleiche
- 91E0 Erlen-Eschen- und Weichholzauenwälder

## FFH-Analyse und Bewertung

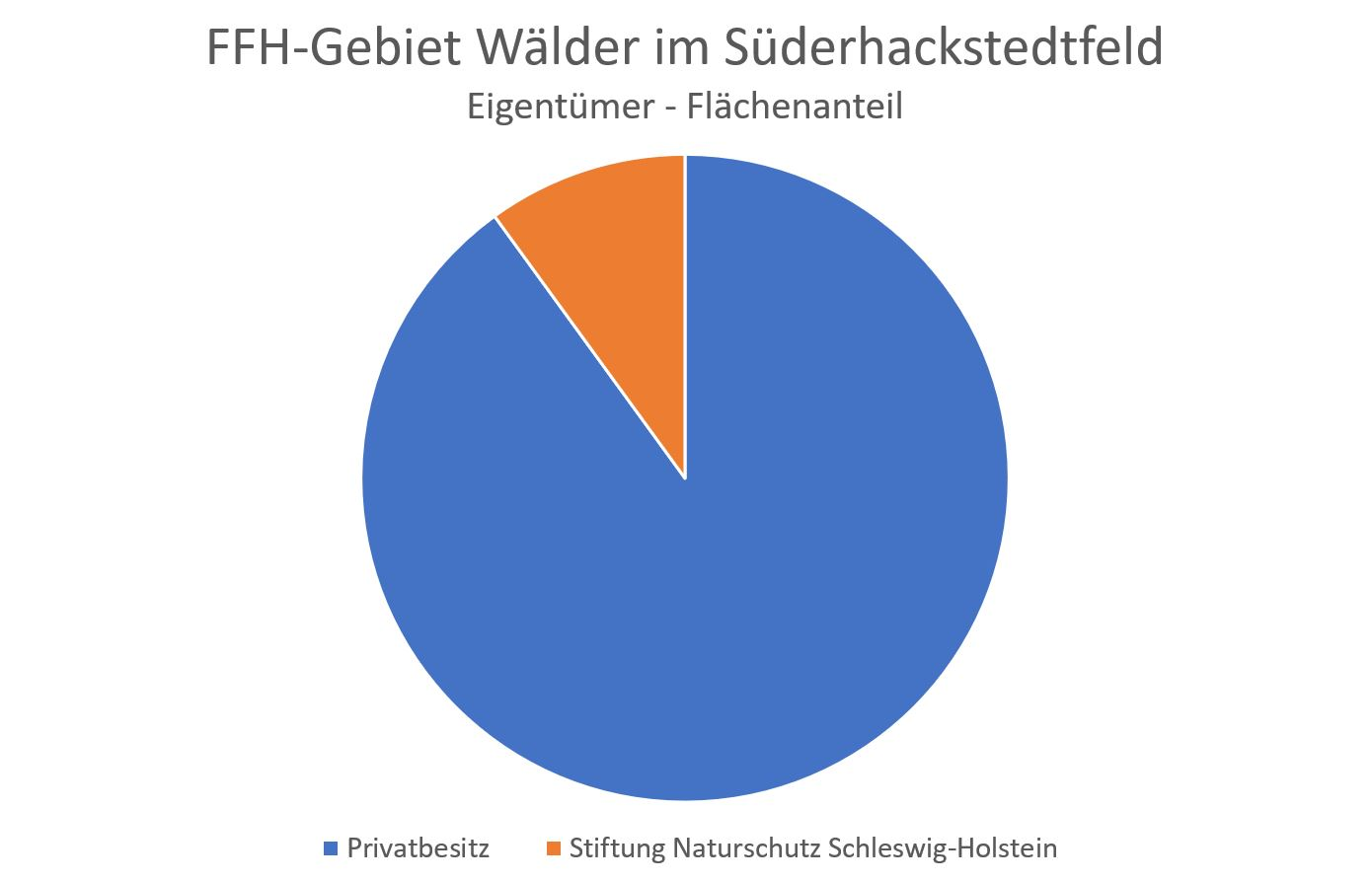
Bild 5: Eigentümer

Das Kapitel FFH-Analyse und Bewertung im Managementplan beschäftigt sich unter anderem mit den aktuellen Gegebenheiten des FFH-Gebietes und den Hindernissen bei der Erhaltung und Weiterentwicklung der FFH-Lebensraumtypen. Die Ergebnisse fließen in den FFH-Maßnahmenkatalog ein. Eigentümer von Flächen in FFH-Gebieten haben das Verschlechterungsverbot zu beachten. Das FFH-Gebiet befindet sich zu 90 % im Besitz von 27 Privateigentümern (Stand Oktober 2006). Das östliche Teilgebiet gehört vollständig der Stiftung Naturschutz Schleswig-Holstein. Einige Privatbesitzer waren zu dem Zeitpunkt bereit, Flächen an die Stiftung zu verkaufen. Die Wälder werden zur Brennholzgewinnung in kleinem Maßstab genutzt. Einige Flächen werden gar nicht bewirtschaftet. In der Mitte des größeren Teilgebietes befindet sich eine Lichtung mit extensiv genutztem Grünland. Die Eichenbestände haben eine gute, der saure Buchenwald sogar eine hervorragende Gesamtbewertung im Standard-Datenbogen (SDB) der EU bekommen. Letzteres ist für Wälder im Landesteil Schleswig eine Seltenheit. Defizite sind in der Altersstruktur und im Totholzanteil zu finden. Kleinflächig gibt es noch Nadelwaldinseln aus Rot- und Sitka-Fichte. Die Naturverjüngung ist wegen der hohen Besatzdichte an Dam- und Rehwild nur in eingezäunten Flächen von Erfolg gekrönt.

## FFH-Maßnahmenkatalog
Der FFH-Maßnahmenkatalog im Managementplan führt neben den bereits durchgeführten Maßnahmen geplante Maßnahmen zur Erhaltung und Entwicklung der FFH-Lebensraumtypen im FFH-Gebiet an. Konkrete Empfehlungen sind in einer Maßnahmenkarte beschrieben. Sie betreffen im Wesentlichen den allmählichen Waldumbau weg vom nicht gebietstypischem Nadelwald hin zu Laubmischwald; ein Prozess, der 50 bis 100 Jahre dauern wird. Eine Wiedervernässung von trockengelegten Waldarealen am Südrand des Süderhackstedter Holt wäre wünschenswert. Die Unterhaltung von Entwässerungssystemen sollte eingestellt werden.

## FFH-Erfolgskontrolle und Monitoring der Maßnahmen
Eine FFH-Erfolgskontrolle und Monitoring der Maßnahmen findet in Schleswig-Holstein alle 6 Jahre statt. Der Managementplan wurde 2006 veröffentlicht. Somit wäre 2012 die nächste FFH-Erfolgskontrolle fällig gewesen. Mit Stand 5. Dezember 2020 wurden noch keine Ergebnisse eines Folgemonitorings veröffentlicht.